# مانیفست بی‌خدا (کتاب)
مانیفست بی‌خدا: پرونده‌ای علیه مسیحیت، یهودیت و اسلام (به فرانسوی: Traité d'athéologie) کتابی نوشته فیلسوف فرانسوی میشل انفره در سال ۲۰۰۵ است. به گفته اونفره، اصطلاح "athéologie" از پروژه‌های جمع‌آوری شده در کتاب ژرژ باتای به نام La Somme athéologique برگرفته شده که اتمام نیافت. جلد کتاب الهام‌گرفته از داستان کشتی گرفتن یعقوب با فرشته در سفر پیدایش است.
این کتاب در سال ۲۰۰۷ تحت عنوان‌های مانیفست بیخدا: پرونده‌ای علیه مسیحیت، یهودیت و اسلام و در دفاع از بی‌خدایی: پرونده‌ای علیه مسیحیت، یهودیت و اسلام به انگلیسی ترجمه شده‌است.